# Eliminatoria al Torneo Sub-20 de la Concacaf 2007
La Eliminatoria al Torneo Sub-20 de la Concacaf 2007 fue la fase previa que disputaron los equipos de Centroamérica y el Caribe para clasificar a la fase final del torneo a celebrarse en Panamá y México.
Participaron 23 selecciones del Caribe y 6 de Centroamérica disputando 5 plazas para la fase final de la eliminatoria mundialista a disputarse en Canadá en el año 2007.

## Zona Caribeña

### Fase de grupos

#### Grupo A
Todos los partidos se jugaron en las Islas Vírgenes Estadounidenses.
| País                                 | J | G | E | P | GF | GC | GD  | Pts |
| ------------------------------------ | - | - | - | - | -- | -- | --- | --- |
| Bermudas                             | 3 | 3 | 0 | 0 | 18 | 0  | +18 | 9   |
| Bahamas                              | 3 | 1 | 1 | 1 | 18 | 5  | +13 | 4   |
| Islas Vírgenes de los Estados Unidos | 3 | 1 | 1 | 1 | 6  | 10 | –4  | 4   |
| Islas Vírgenes Británicas            | 3 | 0 | 0 | 3 | 0  | 27 | –27 | 0   |

|  | Bermudas                       | 2–0  | Bahamas                              |
|  | Islas Vírgenes Estadounidenses | 3–0  | Islas Vírgenes Británicas            |
|  | Bermudas                       | 9–0  | Islas Vírgenes Británicas            |
|  | Bahamas                        | 3–3  | Islas Vírgenes de los Estados Unidos |
|  | Islas Vírgenes Británicas      | 0–15 | Bahamas                              |
|  | Islas Vírgenes Estadounidenses | 0–7  | Bermudas                             |

#### Grupo B
Todos los partidos se jugaron en la República Dominicana.
| País                 | J | G | E | P | GF | GC | GD  | Pts |
| -------------------- | - | - | - | - | -- | -- | --- | --- |
| República Dominicana | 3 | 3 | 0 | 0 | 15 | 0  | +15 | 9   |
| Cuba                 | 3 | 2 | 0 | 1 | 13 | 1  | +12 | 6   |
| Islas Caimán         | 3 | 1 | 0 | 2 | 2  | 4  | –2  | 3   |
| Anguila              | 3 | 0 | 0 | 3 | 0  | 25 | –25 | 0   |

|  | Cuba                 | 11–0 | Anguila              |
|  | República Dominicana | 2–0  | Islas Caimán         |
|  | Islas Caimán         | 0–2  | Cuba                 |
|  | Anguila              | 0–12 | República Dominicana |
|  | Islas Caimán         | 2–0  | Anguila              |
|  | República Dominicana | 1–0  | Cuba                 |

#### Grupo C
Todos los partidos se jugaron en Saint-Martin.
| País                   | J | G | E | P | GF | GC | GD  | Pts |
| ---------------------- | - | - | - | - | -- | -- | --- | --- |
| San Cristóbal y Nieves | 3 | 3 | 0 | 0 | 13 | 1  | +12 | 9   |
| Antigua y Barbuda      | 3 | 1 | 1 | 1 | 5  | 6  | –1  | 4   |
| Saint-Martin           | 3 | 0 | 2 | 1 | 3  | 11 | –8  | 2   |
| Dominica               | 3 | 0 | 1 | 2 | 4  | 7  | –3  | 1   |

|  | Antigua y Barbuda      | 4–3 | Dominica               |
|  | Saint-Martin           | 1–9 | San Cristóbal y Nieves |
|  | San Cristóbal y Nieves | 2–0 | Dominica               |
|  | Antigua y Barbuda      | 1–1 | Saint-Martin           |
|  | Dominica               | 1–1 | Saint-Martin           |
|  | San Cristóbal y Nieves | 2–0 | Antigua y Barbuda      |

#### Grupo D
Todos los partidos se jugaron en Santa Lucía.
| País                         | J | G | E | P | GF | GC | GD | Pts |
| ---------------------------- | - | - | - | - | -- | -- | -- | --- |
| San Vicente y las Granadinas | 3 | 3 | 0 | 0 | 7  | 2  | +5 | 9   |
| Granada                      | 3 | 2 | 0 | 1 | 4  | 3  | +1 | 6   |
| Santa Lucía                  | 3 | 0 | 1 | 2 | 2  | 5  | –3 | 1   |
| Barbados                     | 3 | 0 | 1 | 2 | 1  | 4  | –3 | 1   |

|  | Granada                      | 1–0 | Barbados                     |
|  | San Vicente y las Granadinas | 2-1 | Santa Lucía                  |
|  | Granada                      | 1–3 | San Vicente y las Granadinas |
|  | Barbados                     | 1–1 | Santa Lucía                  |
|  | Barbados                     | 0–2 | San Vicente y las Granadinas |
|  | Santa Lucía                  | 0–2 | Granada                      |

#### Grupo E
Todos los partidos se jugaron en Surinam.
| País                  | J | G | E | P | GF | GC | GD | Pts |
| --------------------- | - | - | - | - | -- | -- | -- | --- |
| Antillas Neerlandesas | 3 | 2 | 0 | 1 | 5  | 3  | +2 | 6   |
| Surinam               | 3 | 2 | 0 | 1 | 7  | 3  | +4 | 6   |
| Guyana                | 3 | 1 | 1 | 1 | 5  | 6  | –1 | 4   |
| Aruba                 | 3 | 0 | 1 | 2 | 1  | 5  | –4 | 1   |

|  | Antillas Neerlandesas | 1–2 | Guyana                |
|  | Surinam               | 2–0 | Aruba                 |
|  | Aruba                 | 0–2 | Antillas Neerlandesas |
|  | Surinam               | 4–2 | Guyana                |
|  | Guyana                | 1–1 | Aruba                 |
|  | Antillas Neerlandesas | 2-1 | Surinam               |

### Ronda final
Los ganadores de cada grupo clasifican directamente a la fase final del torneo. Los segundos lugares se enfrentan en un playoff en donde el ganador clasifica al torneo.

#### Grupo A
Todos los partidos se jugarn en Trinidad y Tobago.
| País                         | J | G | E | P | GF | GC | GD | Pts |
| ---------------------------- | - | - | - | - | -- | -- | -- | --- |
| San Cristóbal y Nieves       | 3 | 2 | 0 | 1 | 3  | 2  | +1 | 6   |
| Trinidad y Tobago            | 3 | 1 | 1 | 1 | 4  | 2  | +2 | 4   |
| República Dominicana         | 3 | 1 | 1 | 1 | 5  | 4  | +1 | 4   |
| San Vicente y las Granadinas | 3 | 1 | 0 | 2 | 2  | 6  | –4 | 3   |

|  | San Vicente y las Granadinas | 1–0 | San Cristóbal y Nieves       |
|  | Trinidad y Tobago            | 1–1 | República Dominicana         |
|  | San Vicente y las Granadinas | 1–3 | República Dominicana         |
|  | San Cristóbal y Nieves       | 1–0 | Trinidad y Tobago            |
|  | República Dominicana         | 1–2 | San Cristóbal y Nieves       |
|  | Trinidad y Tobago            | 3–0 | San Vicente y las Granadinas |

#### Grupo B
Todos los partidos se jugaron en Haití.
| País                  | J | G | E | P | GF | GC | GD  | Pts |
| --------------------- | - | - | - | - | -- | -- | --- | --- |
| Haití                 | 3 | 2 | 1 | 0 | 16 | 1  | +15 | 7   |
| Jamaica               | 3 | 2 | 1 | 0 | 5  | 1  | +4  | 7   |
| Antillas Neerlandesas | 3 | 1 | 0 | 2 | 5  | 8  | –3  | 3   |
| Bermudas              | 3 | 0 | 0 | 3 | 3  | 19 | –16 | 0   |

|  | Jamaica               | 2–0  | Antillas Neerlandesas |
|  | Bermudas              | 1–11 | Haití                 |
|  | Jamaica               | 3–1  | Bermudas              |
|  | Haití                 | 5–0  | Antillas Neerlandesas |
|  | Antillas Neerlandesas | 5–1  | Bermudas              |
|  | Haití                 | 0–0  | Jamaica               |

#### Play-off de 2º Lugar
| Equipo 1 | Agr. | Equipo 2          | Ida | Vuelta |
| -------- | ---- | ----------------- | --- | ------ |
| Jamaica  | 2–1  | Trinidad y Tobago | 2–0 | 0–1    |

## Zona Centroamericana

### Grupo A
| País        | J | G | E | P | GF | GC | GD  | Pts |
| ----------- | - | - | - | - | -- | -- | --- | --- |
| Guatemala   | 2 | 2 | 0 | 0 | 11 | 1  | +10 | 6   |
| El Salvador | 2 | 1 | 0 | 1 | 6  | 7  | –1  | 3   |
| Belice      | 2 | 0 | 0 | 2 | 1  | 10 | –9  | 0   |

| 2 de agosto de 2006 | Guatemala                                                                                           | 5:0 (3:0) | Belice | Estadio Mateo Flores, Ciudad de Guatemala |  |
|                     | Minor López 8' · Marco Pappa 22' · Edgar Chinchilla 37' · David Aroche 65' · Jean Patric Howell 85' | Reporte   |        |                                           |  |

| 4 de agosto de 2006 | Belice            | 1:5 (1:3) | El Salvador                                                                   | Estadio Mateo Flores, Ciudad de Guatemala |  |
|                     | Daniel Jiménez 4' | Reporte   | José Reyes 2' · Víctor Turcios 15' · José Iglesias 45' 49' · Josué Flores 60' |                                           |  |

| 6 de agosto de 2006 | Guatemala                                                                                              | 6:1 (2:1) | El Salvador    | Estadio Mateo Flores, Ciudad de Guatemala |  |
|                     | Marco Tulio Cani 28' 45' · Jean Patric Howell 63' · Minor López 68' · Marco Cani 81' · Marco Pappa 86' | Reporte   | José Reyes 19' |                                           |  |

### Grupo B
| País       | J | G | E | P | GF | GC | GD | Pts |
| ---------- | - | - | - | - | -- | -- | -- | --- |
| Costa Rica | 2 | 1 | 1 | 0 | 9  | 3  | +6 | 4   |
| Honduras   | 2 | 1 | 1 | 0 | 6  | 5  | +1 | 4   |
| Nicaragua  | 2 | 0 | 0 | 2 | 4  | 11 | –7 | 0   |

| 9 de agosto de 2006 | Honduras                                                        | 4:3 (3:1) | Nicaragua                                               | Estadio Carlos Miranda, Comayagua |  |
|                     | Jorge Reyes 4' · José Carlos Rivera 12' · Darwin García 30' 73' | Reporte   | Marcos Solis 24' · Erick Palma 58' · Gerardo Cabeza 60' |                                   |  |

| 11 de agosto de 2006 | Nicaragua       | 1:7 (0:2) | Costa Rica | Estadio Carlos Miranda, Comayagua |  |
|                      | Erick Palma 75' | Reporte   | Celso Borges 19' · Esteban Rodríguez 33' · Jean Carlos Solorzano 50' · Cesar Elizondo 53' · Jean Carlos Solorzano 57' · Cesar Elizondo 70' · Juan Céspedes 84' |                                   |  |

| 13 de agosto de 2006 | Honduras                                 | 2:2 (2:2) | Costa Rica                                       | Estadio Carlos Miranda, Comayagua |  |
|                      | Juan Carlos García 12' · Jorge Reyes 30' | Reporte   | Jean Carlos Solorzano 6' · Jonathan Mcdonald 25' |                                   |  |

## Clasificados al Torneo Sub-20 de la Concacaf
| - Costa Rica - Guatemala | - Honduras - Jamaica | - San Cristóbal y Nieves |